# Simón Gómez Polo
Simón Gómez Polo – hiszpański malarz pochodzący z Katalonii
.
Studiował malarstwo w Barcelonie razem z Eusebim Planas, później kształcił się w Paryżu. Największy wpływ na jego twórczość miały dzieła Velazqueza, Murilla i José Ribery oraz malarstwo flamandzkie. Jego styl przejawiał skłonność do realizmu. Zmarł przedwcześnie w wieku 35 lat.